# Oplúrids
Els oplúrids (Opluridae) són una família de sauròpsids (rèptils) escatosos endèmics de Madagascar. Està constituïda per 7 espècies dividides en dos gèneres, Chalarodon (monotípic) i Oplurus (6 espècies).